# Arènes de Salamanque
La Plaza de Toros de Salamanque, connue aussi sous le nom de La Glorieta, est située entre la route de Fuentesaúco et la route de Valladolid. Elle compte actuellement 11 800 places. Elle est cataloguée comme arène de deuxième catégorie et la Maison Chopera la gère conjointement avec le groupe mexicain Bal avec l'entreprise BMF Toros .

## Histoire

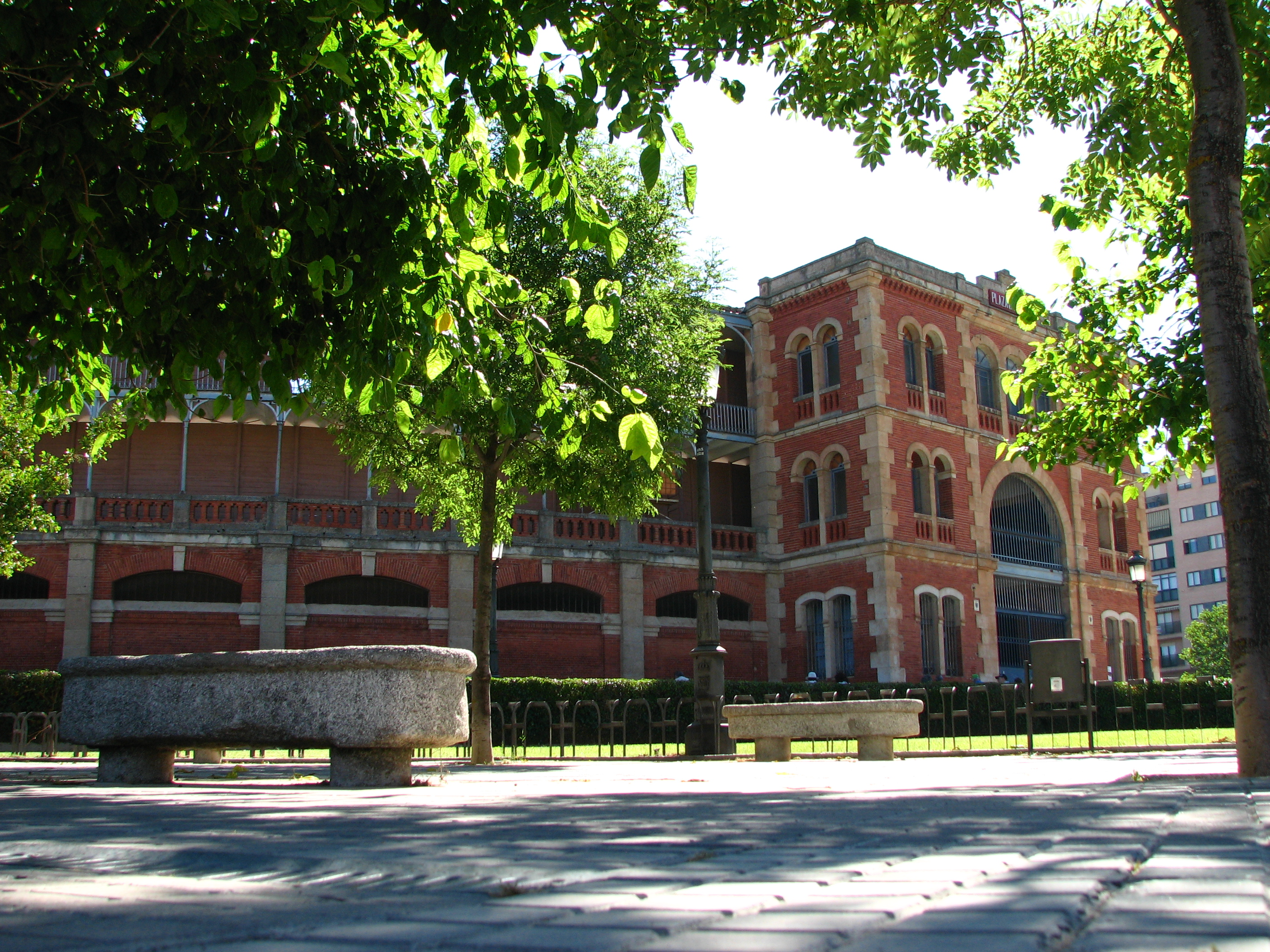
Plaza de Toros de Salamanque, façade extérieure

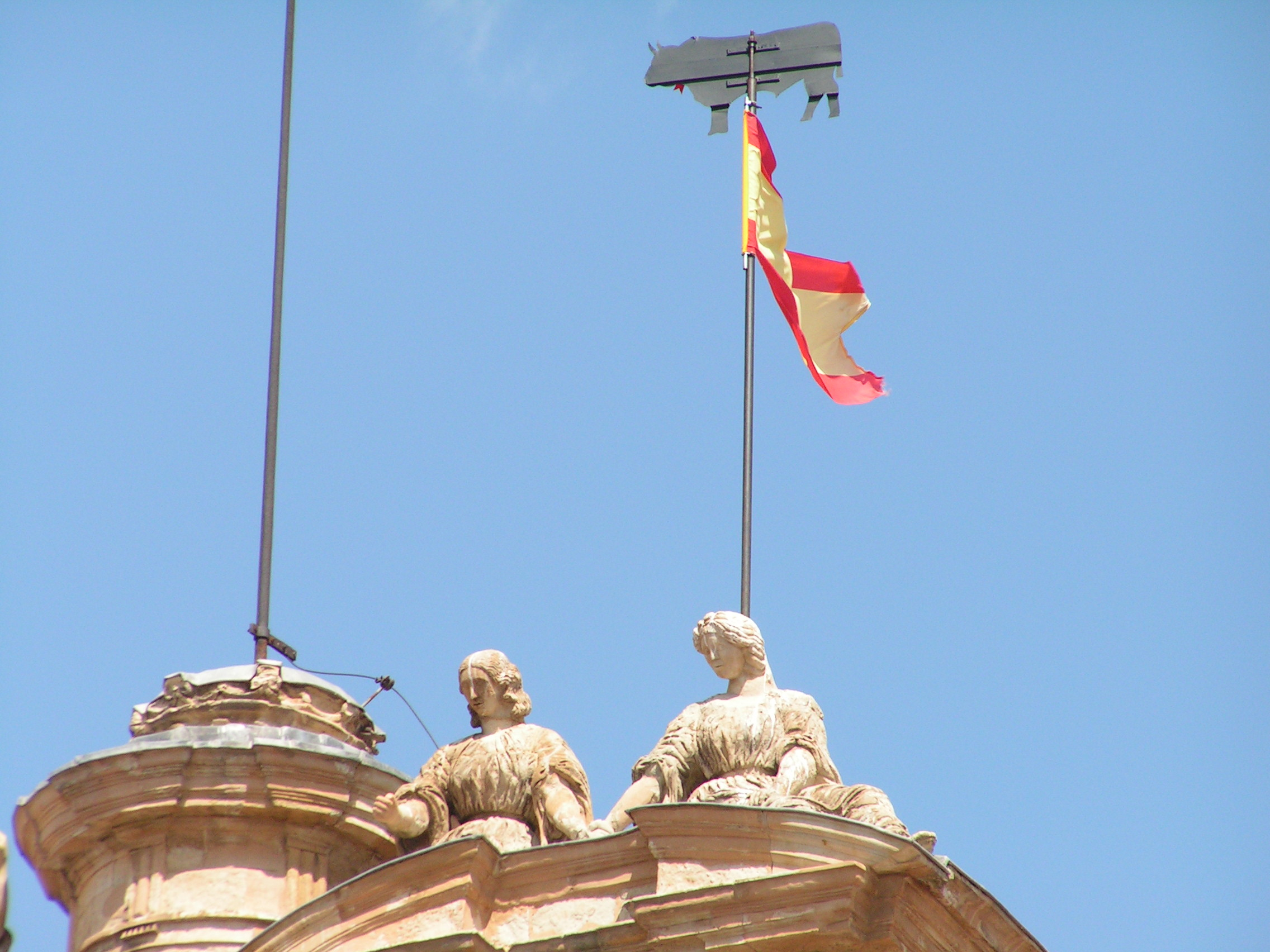
La Mariseca annonce la célébration de la foire taurine

La construction de cette arène a commencé le 30 mai 1892 et a été achevée avec son inauguration le 11 septembre 1893.

## Caractéristiques des Arènes

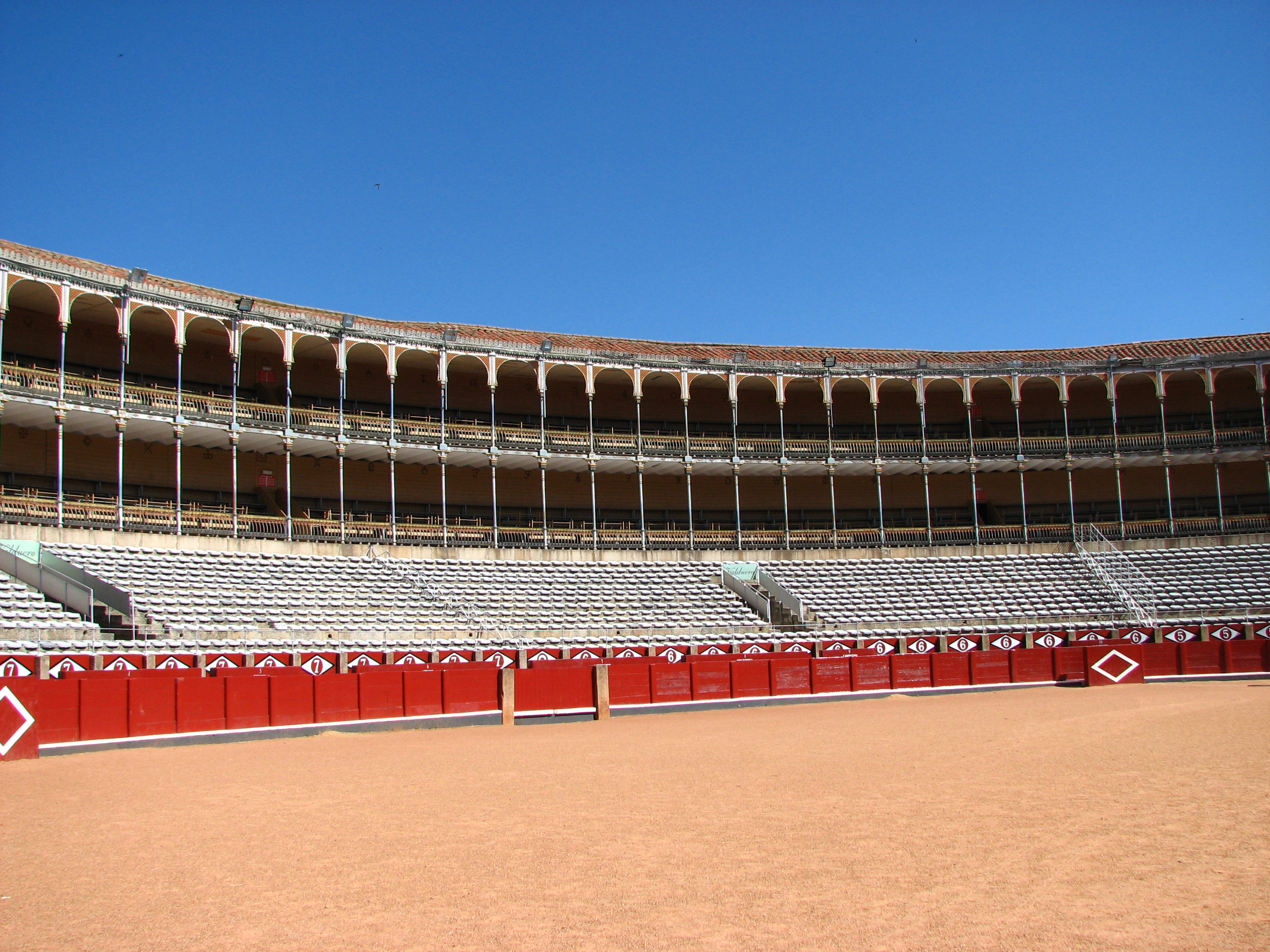
Intérieur et ruedo

L'architecture prédominante est l'éclectisme, le fer étant le matériau principal de sa galerie supérieure. La façade est de brique combinée avec de la pierre de Villamayor. L'arc de triomphe de la porte principale est la partie la plus spectaculaire de l'édifice. A l'intérieur on trouve une décoration de style arabe ou néo-mudéjar.
La capacité initiale était de 5 839 spectateurs. En 1993 l'entreprise a augmenté le nombre de sièges, en montant ainsi à une jauge de 10200 spectateurs.
La circonférence centrale fait cinquante-quatre mètres et le cercle extérieur quatre-vingt-huit mètres .

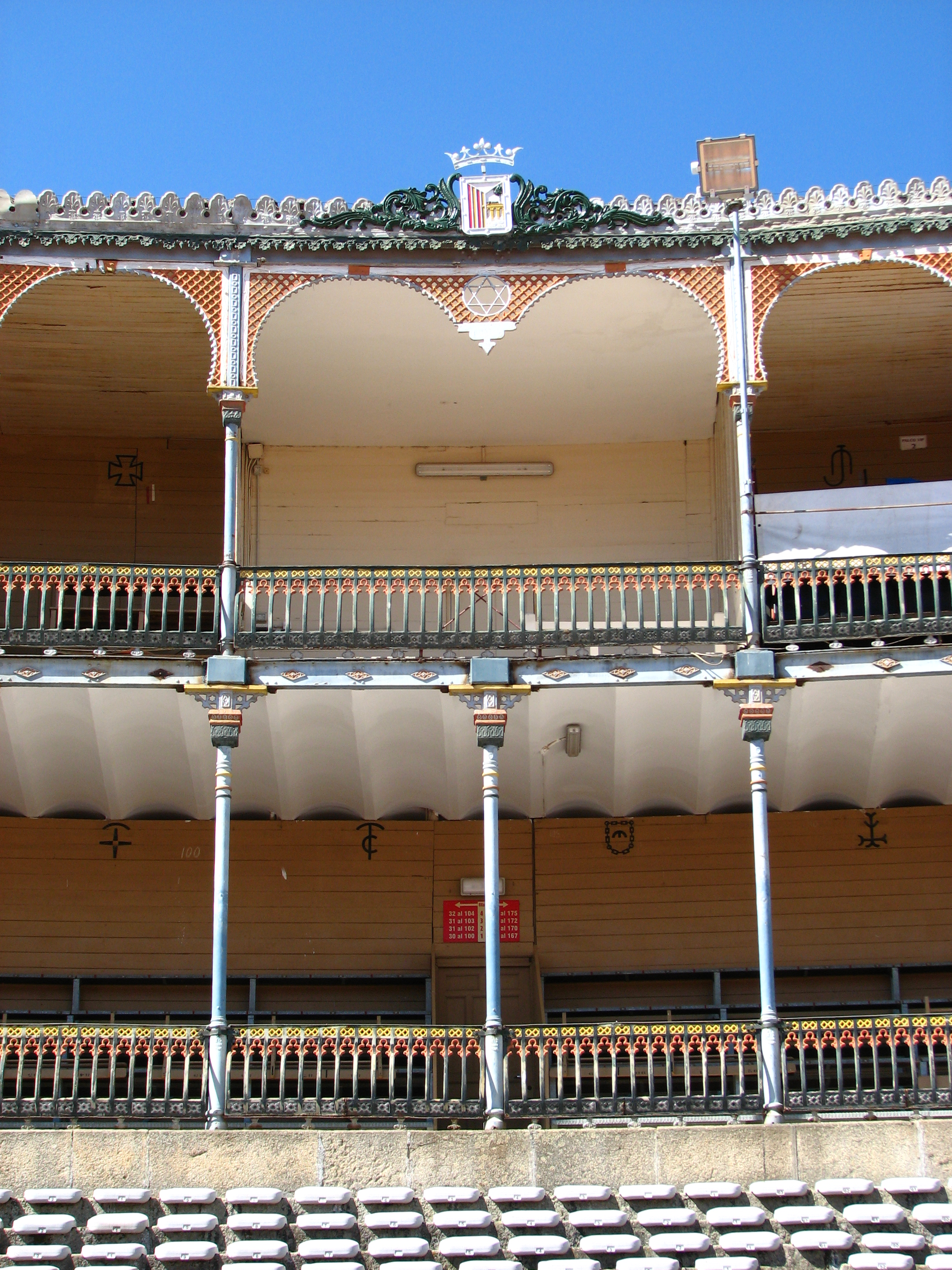
Tribune présidentielle

La forte pluie tombée le jour de l'inauguration, n'a pas empêché la célébration de la fête avec un remplissage total de l'arène .

## Dans l'actualité
L'édifice n'a seulement été témoin de la célébration des courses de taureaux mais a également servi à de multiples usages. En 1960 il a été célébré un rodéo joué par des militaires américains de la Base Aérienne de Morón de la Frontera; en 2011 les Arènes de Salamanque ont été le but d'une des étapes contre-la-montre du tour cycliste d'Espagne. Il est habituel que dans l'enceinte se donnent aussi des concerts,.
Les principales fêtes taurines ont lieu en septembre, en coïncidant avec les fêtes de Salamanque de la Vierge de la Vega le 8, et le 21 pour la festivité de San Mateo ,.